# Thornville (Ohio)
Pour les articles homonymes, voir Thornville.
Thornville est un village américain situé dans le comté de Perry, dans l'Ohio. Selon le recensement de 2020, sa population est de 1 087 habitants.